# Foreste pluviali delle Vanuatu
Le Foreste pluviali delle Vanuatu sono una ecoregione terrestre della ecozona australasiana appartenente al bioma delle Foreste pluviali di latifoglie tropicali e subtropicali (codice ecoregione: AA0126) che si sviluppa per circa 13.000 km2 nell'arcipelago delle Isole Santa Cruz, e in quello delle isole Vanuatu al limite nord-orientale del Mar dei Coralli, a sud-est dell'isola della Nuova Guinea.
Lo stato di conservazione è considerato critico.
La regione forma insieme ad altre l'ecoregione globale denominata Foreste umide delle isole Solomone, Vanuatu, Bismarck, inclusa nella lista Global 200.

## Territorio

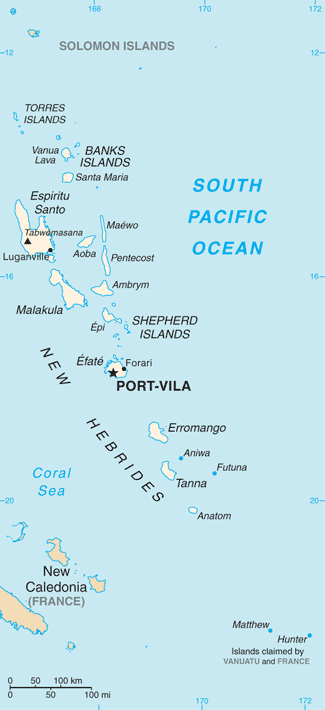
Mappa delle isole Vanuatu

Questa ecoregione è costituita da foreste tropicali di pianura e montane che si sviluppano in un gruppo di oltre ottanta isole della Melanesia formato dalle isole di Santa Cruz, appartenenti alla Provincia di Temotu delle Isole Salomone e dalla isole di Vanuatu (ex Nuove Ebridi), appartenenti all'omonima nazione.
Questa ecoregione è stata separata da quelle, pur vicine, delle foreste pluviali delle altre isole della Melanesia: 
* Foreste pluviali di pianura di Nuova Britannia-Nuova Irlanda (AA0111) e Foreste pluviali montane di Nuova Britannia-Nuova Irlanda (Isole Bismark);
* foreste pluviali  (AA0113) e foreste secche (AA0202) della Nuova Caledonia;
* Foreste pluviali delle isole Salomone (AA0119).
Il punto più alto di Vanuatu è il monte Tabwemasana che raggiunge i 1.879 m (Isola di Espiritu Santo), ma la maggior parte delle isole è di bassa quota. Le isole Santa Cruz non raggiungono i 1.000 m. di altitudine e il punto più alto è il monte Banie (923 m).
Vanuatu è il risultato della subduzione della placca tettonica australiana che si muove verso nord sotto la placca del Pacifico e le isole sono un'area tettonica molto attiva. La maggior parte della geologia superficiale delle isole è costituita da rocce vulcaniche del Pliocene-Pleistocene e corallo sollevato. Le Isole di Santa Cruz contengono aree di calcare sollevato o cenere vulcanica su calcare. Sono pochissime le rocce più vecchie di 38 milioni di anni fa, e il materiale più antico si trova nelle isole settentrionali, ad eccezione delle isole Santa Cruz, che hanno meno di 5 milioni di anni. Ci sono vulcani attivi (1988) a Vanuatu.
Il clima delle Isole Salomone è tropicale umido, sebbene i pendii sottovento delle isole sperimentino una distinta stagione secca che può durare da aprile a ottobre. I cicloni tropicali distruttivi sono un evento regolare.

## Flora

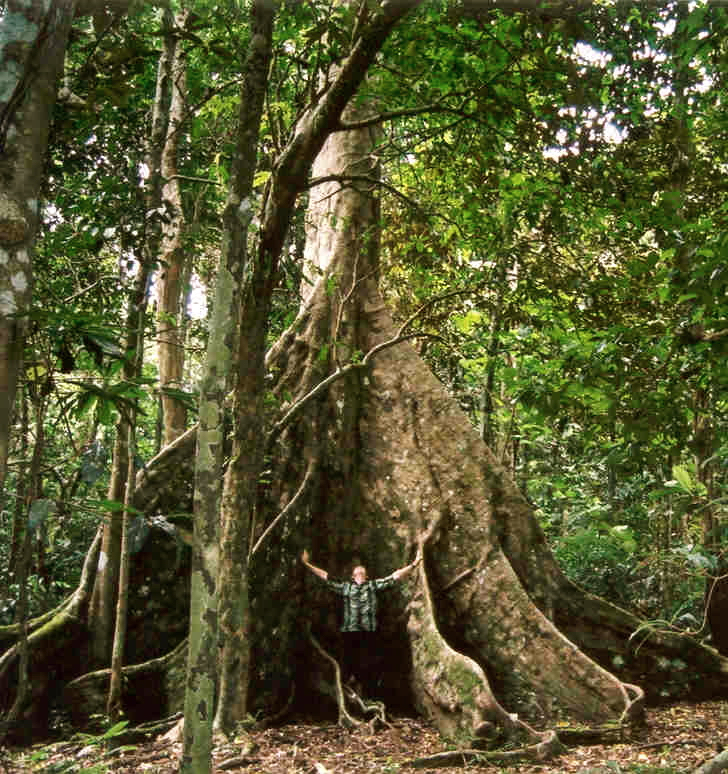
Dracontomelon vitiense, isola di Espiritu Santo, 2012

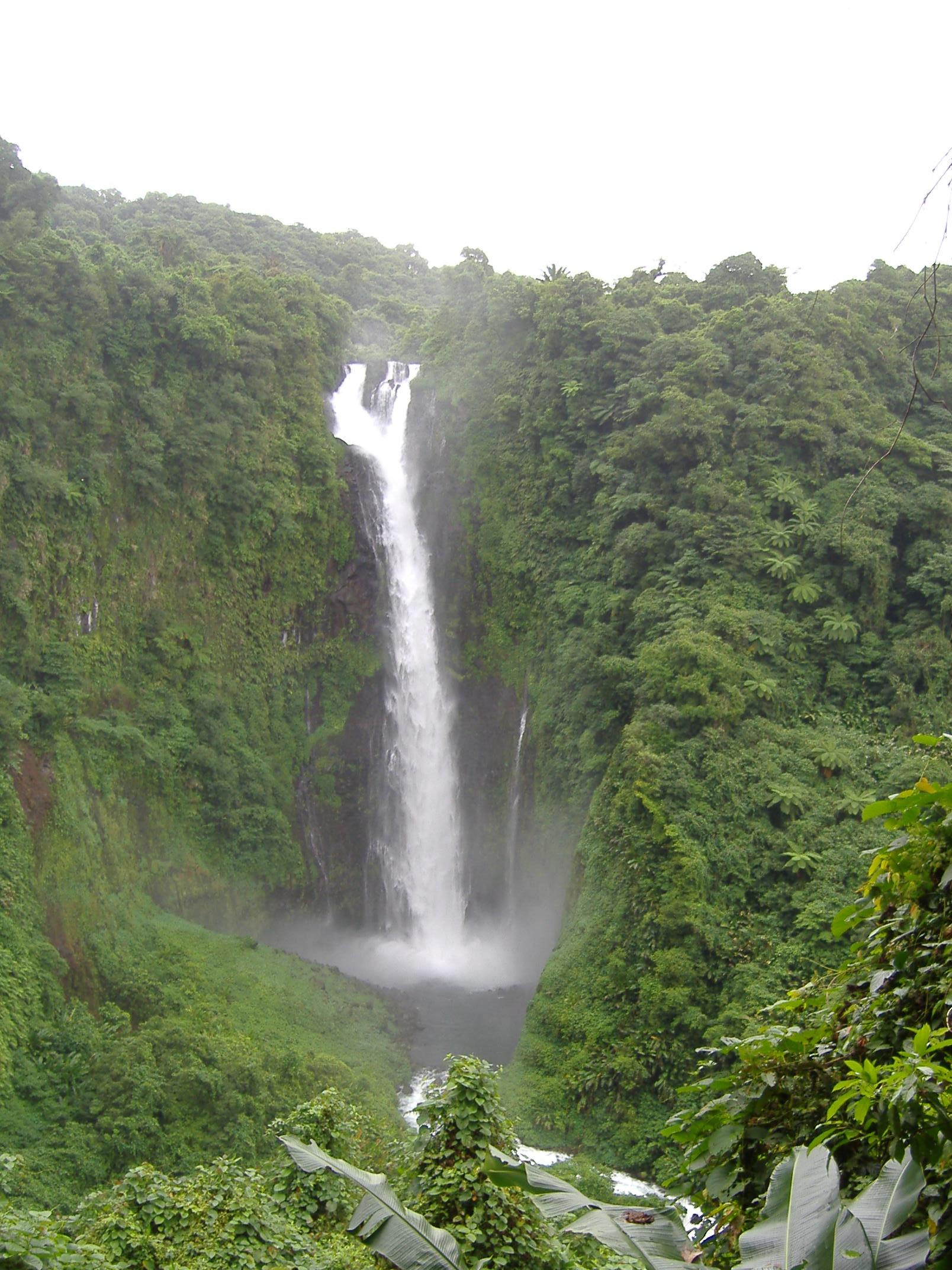
Cascate Siri, isola di Gaua, 2006

Dal punto di vista della vegetazione è possibile distinguere il gruppo settentrionale delle isole Santa Cruz da quello meridionale delle isole Vanuatu.
La vegetazione predominante nelle isole di Santa Cruz è la foresta pluviale di pianura. Le isole di Santa Cruz ospitano due delle dodici specie arboree comuni presenti nelle isole Salomone (Campnosperma brevipetiolata e Calophyllum vitiense). Queste isole differiscono fitogeograficamente dalle Vanuatu. Poiché il punto più alto di Vanikoro (nelle isole di Santa Cruz) è di soli 924 m, non vi è una foresta pluviale montana ben sviluppata. Tuttavia, alcune specie montane, come Metrosideros ornata, si trovano nelle pianure. Altre specie importanti includono Gmelina salomonensis, Parinari corymbosa, Paraserianthes falcataria  e Pterocarpus indicus (Fabaceae) ed Endospermum medullosum (Euphorbiaceae). L'Agathis (pino kauri) si trova nelle isole di Santa Cruz, così come il Dacrydium elatum e diverse specie di Syzygium (Myrtaceae), che altrove sono generalmente specie montane.
La vegetazione naturale nelle isole Vanuatu cambia a seconda dell'altitudine, del substrato e dell'esposizione e può essere ampiamente classificata in foresta di pianura, foresta montana, foresta stagionale e macchia, vegetazione su nuove superfici vulcaniche, vegetazione costiera e vegetazione secondaria.
- La foresta pluviale di pianura è la vegetazione naturale su tutti i lati sudorientali o esposti al vento delle isole di Vanuatu e può essere ulteriormente suddivisa in foreste di alta e media statura, macchia forestale complessa densamente ricoperta di liane, foreste alluvionali e di pianura alluvionale, foresta di Agathis-Calophyllum e foreste miste senza gimnosperme e Calophyllum. La macchia forestale complessa densamente ricoperta di liane è il tipo di foresta più diffuso sulle isole settentrionali più grandi; è correlata alla perturbazione dei cicloni ed è strutturalmente eterogenea. La foresta di Agathis-Calophyllum si trova solo nelle isole meridionali (Erromango e Anatom), sebbene siano segnalate specie sparse di Agathis nell'Espiritu Santo occidentale.

- I tipi di foresta montana costituiti da Agathis e Podocarpus, che crescono in una matrice di Metrosideros, Syzygium, Weinmannia, Geissois, Quintinia e Ascarina, iniziano ad altitudini di circa 500 m e si trasformano in foreste nebulose stentate e frammentate fino alle cime delle montagne di Vanuatu.

- Foresta stagionale, macchia e prateria sono associate ai lati sottovento delle isole e possono essere ulteriormente suddivise in base a un gradiente di umidità. La foresta semidecidua di Kleinhovia-Castanospermum contiene alcune delle specie della foresta pluviale e rappresenta una transizione dalla foresta secca a quella pluviale. La foresta di Acacia spirorbis (o gaiac, come è conosciuta localmente) si trova in habitat un po' più secchi. Infine, in luoghi ben riparati sui lati occidentale e nord-occidentale delle isole, si trovano boschetti di Leucaena, savane e praterie. Queste aree sono soggette a incendi da parte degli esseri umani.

- La vegetazione costiera è composta sia da spiaggia che da mangrovie. Le specie arboree nella foresta litoranea includono Casuarina equisetifolia, Pandanus, Barringtonia asiatica, Terminalia catappa, Hernandia e Thespesia populnea. Le mangrovie contengono Rhizophora, Avicennia, Sonneratia, Xylocarpus e Ceriops e non si trovano su tutte le isole. Tale vegetazione è tipica delle isole principali, ma le isole periferiche, tra cui le isole Torres, le isole Banks, Aoba, Ambrym, Epi e le isole Shepherd, hanno una vegetazione unica.

In questa ecoregione non sono stati identificati centri di diversità vegetale (CDP):

## Fauna
La ricchezza complessiva e l'endemismo di questa regione variano da bassi a moderati se confrontati con quelli di altre ecoregioni indo-malesi.

### Mammalia

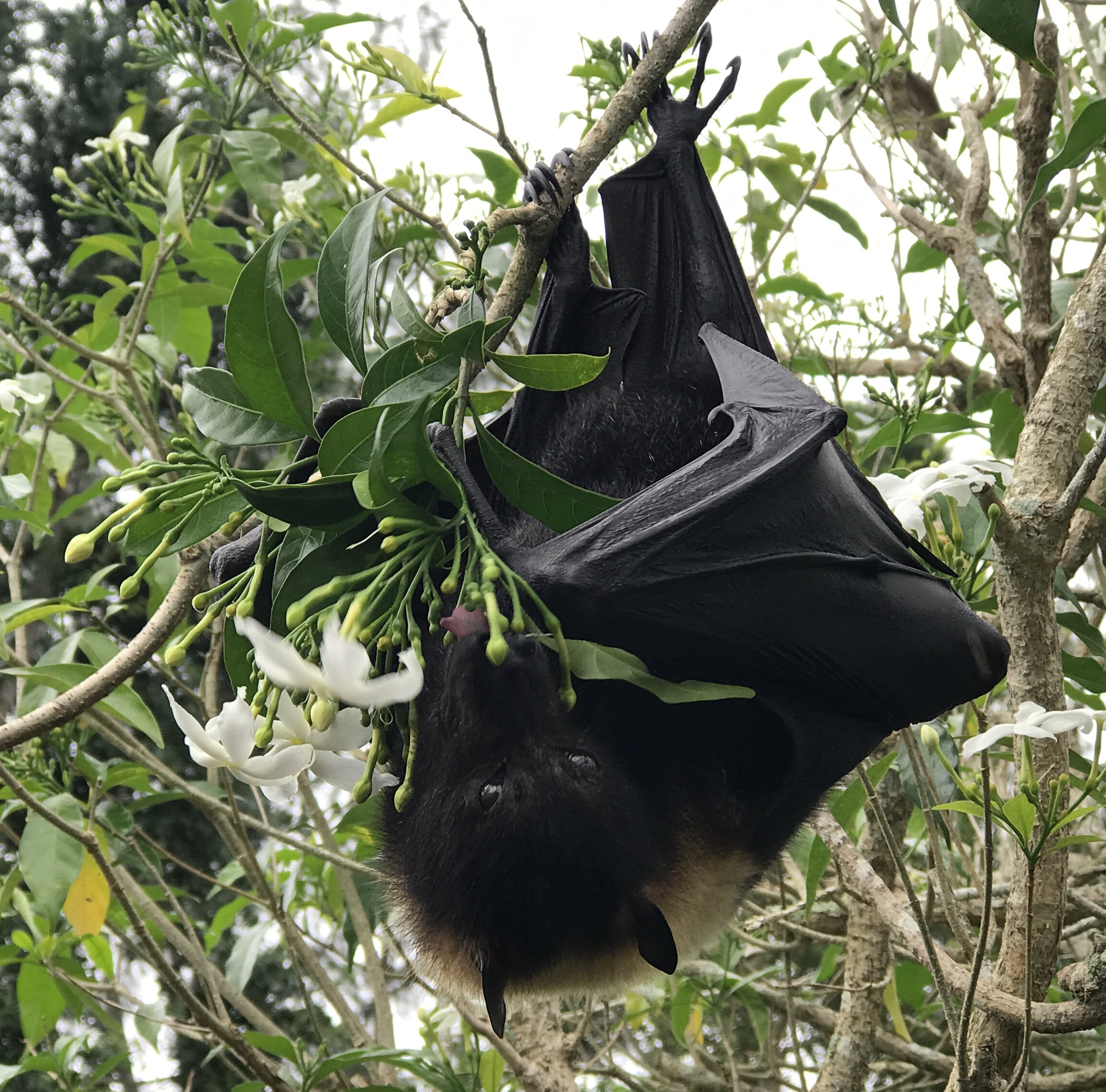
Pteropus anetianus o volpe volante bianca, 2023

Analizzando la fauna di mammiferi di questa regione, e confrontandole con quella delle regioni limitrofe, si nota un chiaro gradiente negativo dalla Nuova Guinea, all'arcipelago di Bismarck, attraverso le isole Salomone, fino a Vanuatu a dimostrazione che le aree di oceano aperto hanno agito come un filtro significativo.
Ad eccezione dei pipistrelli pteropodidi, le isole Salomone e Bismarck (Nuova Britannia, Nuova Irlanda) hanno molti meno mammiferi della Nuova Guinea. A differenza della Nuova Britannia, le isole Salomone non contengono marsupiali e a est oltre le isole Salomone ci sono ancora meno specie di mammiferi. Tuttavia, quasi tutte le specie di mammiferi a Vanuatu hanno le loro origini in o tramite la Nuova Guinea. Gli unici mammiferi a Vanuatu sono quattro pipistrelli pteropodidi e otto microchirotteri. Sei di queste specie sono endemiche o quasi endemiche. Di queste specie endemiche e quasi endemiche, il pipistrello dei fiori delle Figi (Notopteris macdonaldi) e la  volpe volante delle Banks (Pteropus fundatus) sono considerati vulnerabili, mentre il pipistrello dal naso a tubo di Nendö (Nyctimene sanctacrucis) si presume estinto.
Altre specie di mammiferi endemici o quasi endemici della regione includono:
- volpe volante bianca (Pteropus anetianus);
- volpe volante di Temotu (Pteropus nitendiensis);
- volpe volante di Vanikoro (Pteropus tuberculatus).

### Aves

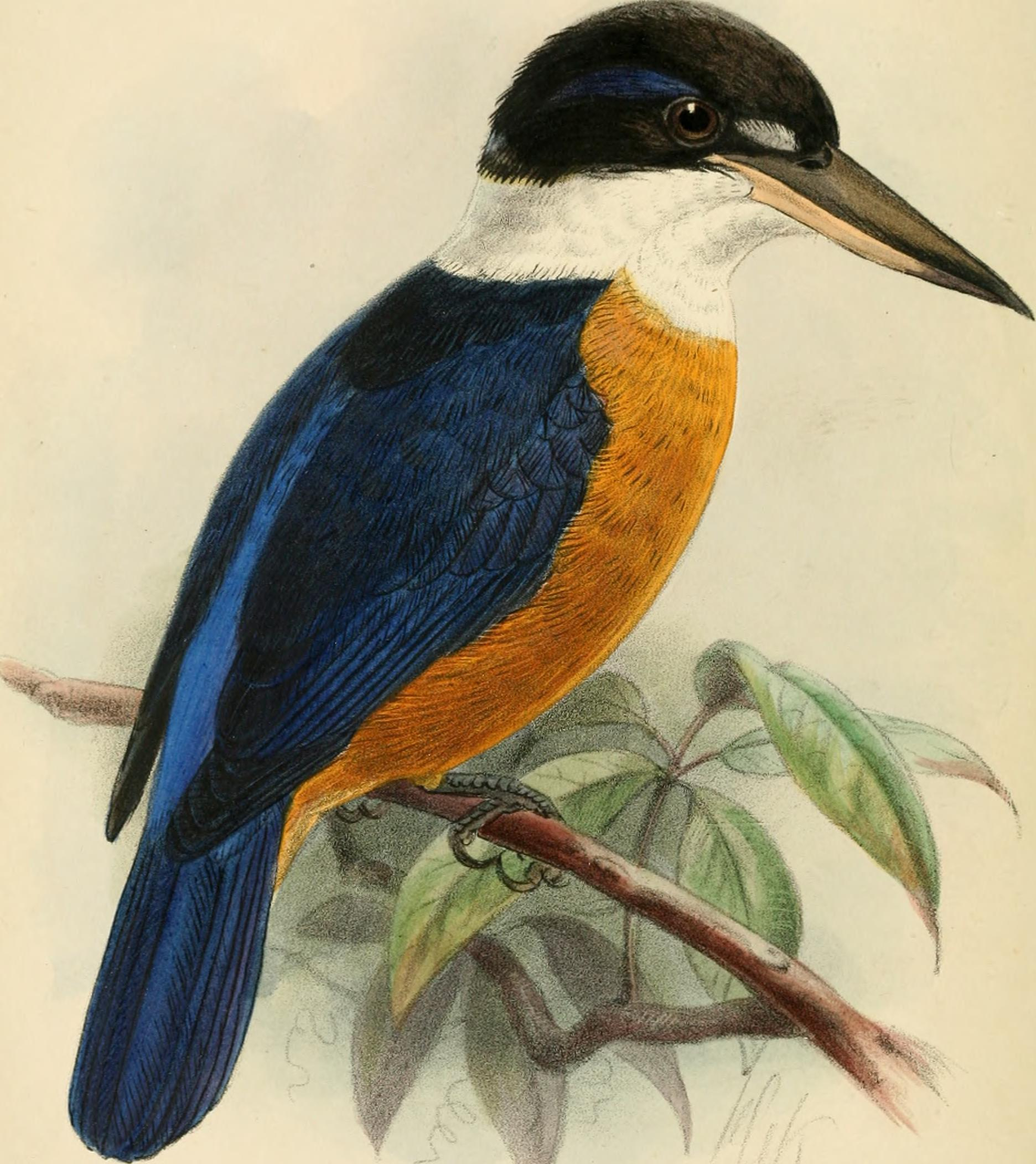
Todiramphus farquhari, illustrazione di John Gerrard Keulemans, 1900

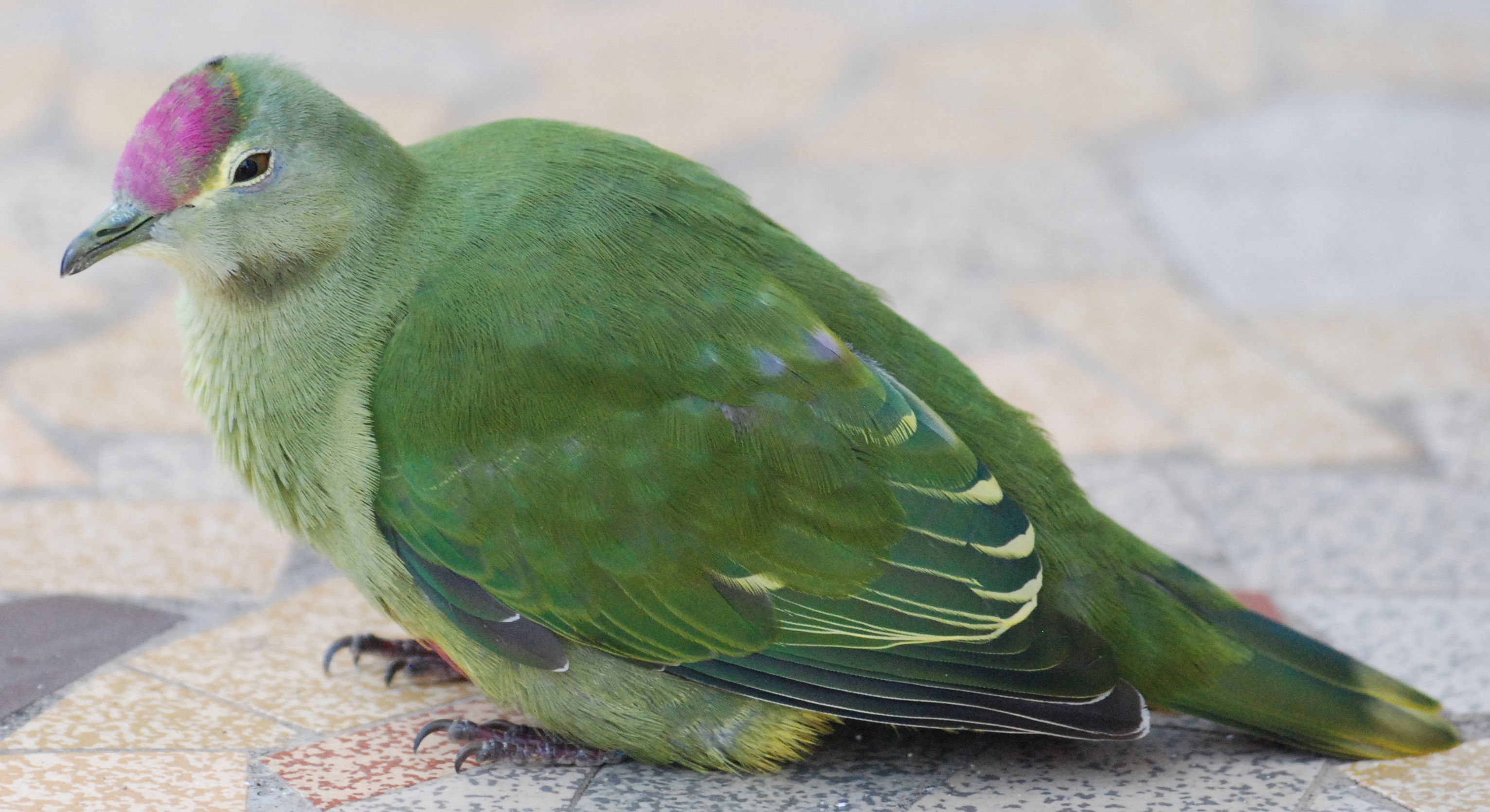
Ptilinopus greyii, 2011

Ci sono settantanove specie di uccelli nell'ecoregione, di cui ben trenta specie sono endemiche o quasi endemiche. Il calo di diversità osservato in altri gruppi di animali spostandosi verso est dalla Nuova Guinea è coerente con quello osservato negli uccelli a Vanuatu. Mentre la Nuova Guinea ha settantuno famiglie e sottofamiglie di uccelli, e le Isole Salomone ne hanno quarantaquattro, Vanuatu ne ha solo trentuno.
L'ecoregione ha una corrispondenza quasi esatta con l'Endemic Bird Area (EBA) di Vanuatu e Temotu. Questa EBA contiene trenta specie di uccelli ad areale ristretto. Le Isole Santa Cruz (provincia di Temotu) hanno abbastanza specie endemiche da qualificarsi come importanti EBA da sole. Quindici specie di uccelli nell'EBA non si trovano in nessun'altra parte del mondo. La gallina selvatica di Vanuatu (Megapodius layardi), la tortorina di Santa Cruz (Gallicolumba sanctaecrucis), il piccione imperiale di Baker (Ducula bakeri), il martin pescatore dal ventre castano (Todiramphus farquhari), il diamante reale (Erythrura regia) e lo storno di Espiritu Santo (Aplonis santovestris) sono tutti considerati vulnerabili. Si presume che la tortorina di Tanna (Gallicolumba ferruginea) sia estinta; nessun campione è mai stato raccolto.
Altre specie endemiche o quasi-endemiche della regione sono:
- Accipiter albogularis o astore bianco e nero;
- Ptilinopus tannensis o colomba frugivora spalleargentate;
- Ptilinopus greyii o colomba frugivora di Grey;
- Charmosyna palmarum o lorichetto delle palme;
- Coracina caledonica o averla cuculo di Melanesia;
- Lalage leucopyga o trillatore codalunga.

### Altre classi
Vanuatu è il limite più orientale dell'areale del coccodrillo marino, Crocodylus porosus, ed è anche sede dell'iguana fasciata delle Fiji, Brachylophus fasciatus, in via di estinzione.

## Conservazione

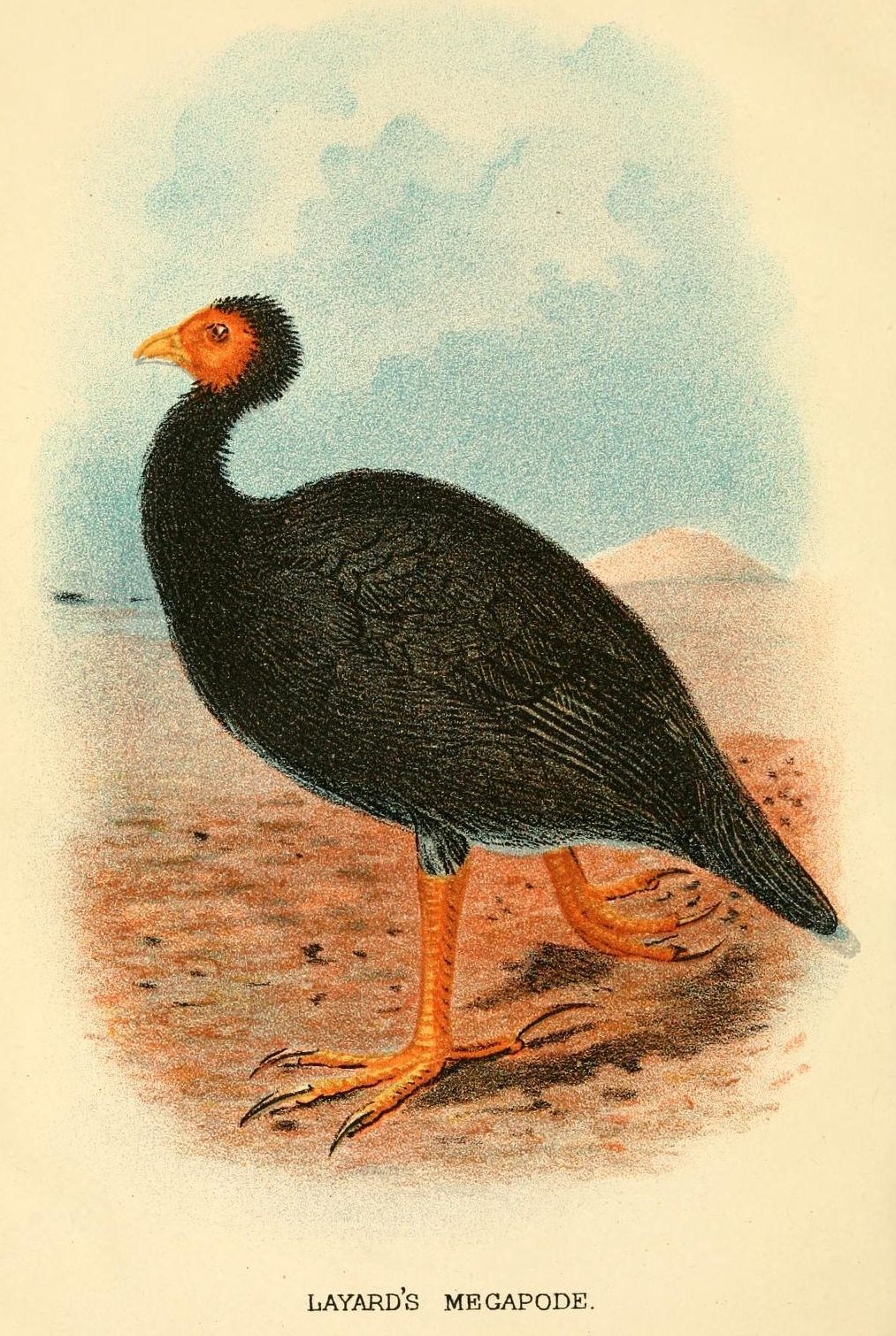
Megapodio delle Vanuatu (Megapodius layardi), specie protetta delle isole Vunuatu.

Sebbene l'area potenzialmente disponibile per la selvicoltura commerciale sia limitata dalla topografia, dalle specie commerciali disponibili, dalla coltivazione e dai danni causati dai cicloni, le foreste di pianura rimanenti sono sottoposte a una forte pressione da parte delle compagnie di disboscamento. Inoltre il novanta percento della popolazione è impegnato in un'agricoltura di sussistenza nelle aree rurali e c'è una crescente enfasi sulle colture commerciali (cacao, copra) e si è verificata la bonifica per le piantagioni e il bestiame. Il disboscamento commerciale si è concentrato intensamente su due specie: kauri (Agathis macrophylla) e sandalo (Santalum austrocaledonicum). Il sandalo è stato quasi eliminato entro la fine del diciannovesimo secolo.
Lo stato di conservazione della regione è pertanto considerato vulnerabile.
Sulle isole Santa Cruz non vi sono aree protette. Sulle isole Vanuatu l'istituzione di aree protette è problematica a causa dei diritti consuetudinari sulla terra: il 99 percento della terra è di proprietà della gente del villaggio. Vi sono tuttavia un certo numero di aree protette:
- Riserva di Ambrym Megapode, sull'isola di Ambrym; [6]
- Area di conservazione di Central Efate (Teouma), sull'isola di Éfaté; [7]
- Area di conservazione di Erromango Kauri, sull'isola di Erromango ; [8]
- Area di conservazione di Lasenuwi, sull'isola di Malakula; [9]
- Area protetta di Loru, sulla costa orientale dell'isola di Espiritu Santo;[10]
- Area protetta di Pankumo, sull'isola di Malakula; [11]
- Area di conservazione di Vatthe, a Big Bay, sulla costa settentrionale di Espiritu Santo;[12]
- Area di conservazione della Western Peninsular, sulla penisola occidentale di Espiritu Santo;[13]
- Area di conservazione di Wiawi, sulla costa occidentale dell'isola di Malakula,[14]